# Carolin Reiber
Ne pas confondre avec Carolina Reiber, athlète suisse.
Carolin Reiber (né le 2 novembre 1940 à Munich) est une animatrice de télévision allemande.

## Biographie
La fille du décorateur de cinéma et de théâtre Ludwig Reiber suit d'abord une formation de secrétaire bilingue et pratique cette profession jusqu'en 1965. Enfant, elle avait fait quelques représentations en étant la Narrhalla du carnaval du Munich ou dans le film Petite Maman.
En 1965, elle devient animatrice pour la Bayerischer Rundfunk. En 1970, elle anime les émissions Jetzt red i, Unser Land et, avec Maxl Graf, Lustigen Musikanten. De 1984 à 1993, elle présente le magazine Carolins Fleckerlteppich qui deviendra Bayerntour qu'elle présente toujours. En 1993, elle reprend le jeu Der Große Preis mais n'empêche pas la fin de l'émission.
Elle anime pendant de nombreuses années pour la ZDF Volkstümliche Hitparade, Wunschkonzert der Volksmusik et, avec Karl Moik et Sepp Trütsch, le Grand Prix der Volksmusik de 1986 à 1999. Reiber anime aussi des émissions de cuisine essentiellement bavaroise. On se moque d'elle avec son accent bavarois qui roule les r.